# Kyselina fosfinová
Kyselina fosfinová (též hydroxyfosfan, vzorec H2POH), je anorganická sloučenina, jedna z kyselin fosforu. Existuje společně se svým méně stabilním tautomerem H3PO. Tyto látky se připravují oxidací fosfanu ozonem za nízké teploty. Existuje řada derivátů této kyseliny jako je například kyselina difenylfosfinová.